# 東海職業能力開発大学校
東海職業能力開発大学校（とうかいしょくぎょうのうりょくかいはつだいがっこう）は、岐阜県揖斐郡大野町にある職業能力開発大学校。独立行政法人高齢・障害・求職者雇用支援機構が運営している。

## 訓練科

### 専門課程
- 生産技術科
- 電気エネルギー制御科
- 電子情報技術科

### 応用課程
- 生産機械システム技術科
- 生産電気システム技術科
- 生産電子情報システム技術科

## 沿革
- 1981年（昭和56年）：岐阜職業訓練短期大学校として開校する。
- 1993年（平成5年）：岐阜職業能力開発短期大学校に改称する。
- 2001年（平成13年）：応用課程、応用短期課程を設置し、東海職業能力開発大学校に改称する。

## 学生寮
大学校構内に学生寮「RESIDENCE TOKAI (レジデンス・トウカイ)」（定員130名、全室個室）があり、遠方からの学生受け入れを可能にしている。

## 所在地
- 岐阜県揖斐郡大野町古川1-2

## 交通
- 岐阜バス、名阪近鉄バス、揖斐川町コミュニティバスで大野バスセンター下車、約4km
- 樽見鉄道本巣駅より約3km